# 본태박물관
본태박물관(Bonte Museum, 本態博物館)은 제주특별자치도 서귀포시 안덕면에 위치한 박물관이자 복합문화공간이다. 본태(本態)는 ‘본래의 형태’라는 뜻으로 인류 본연의 아름다움을 탐구하기 위해 2012년 수려한 자연경관이 함께하는 제주도에 설립되었다.
한국의 생활 문화의 아름다움을 세계인들과 나누고, 전통 공예와 현대 미술을 통해 새로운 미래가치를 창출하는 것이 목적이다.

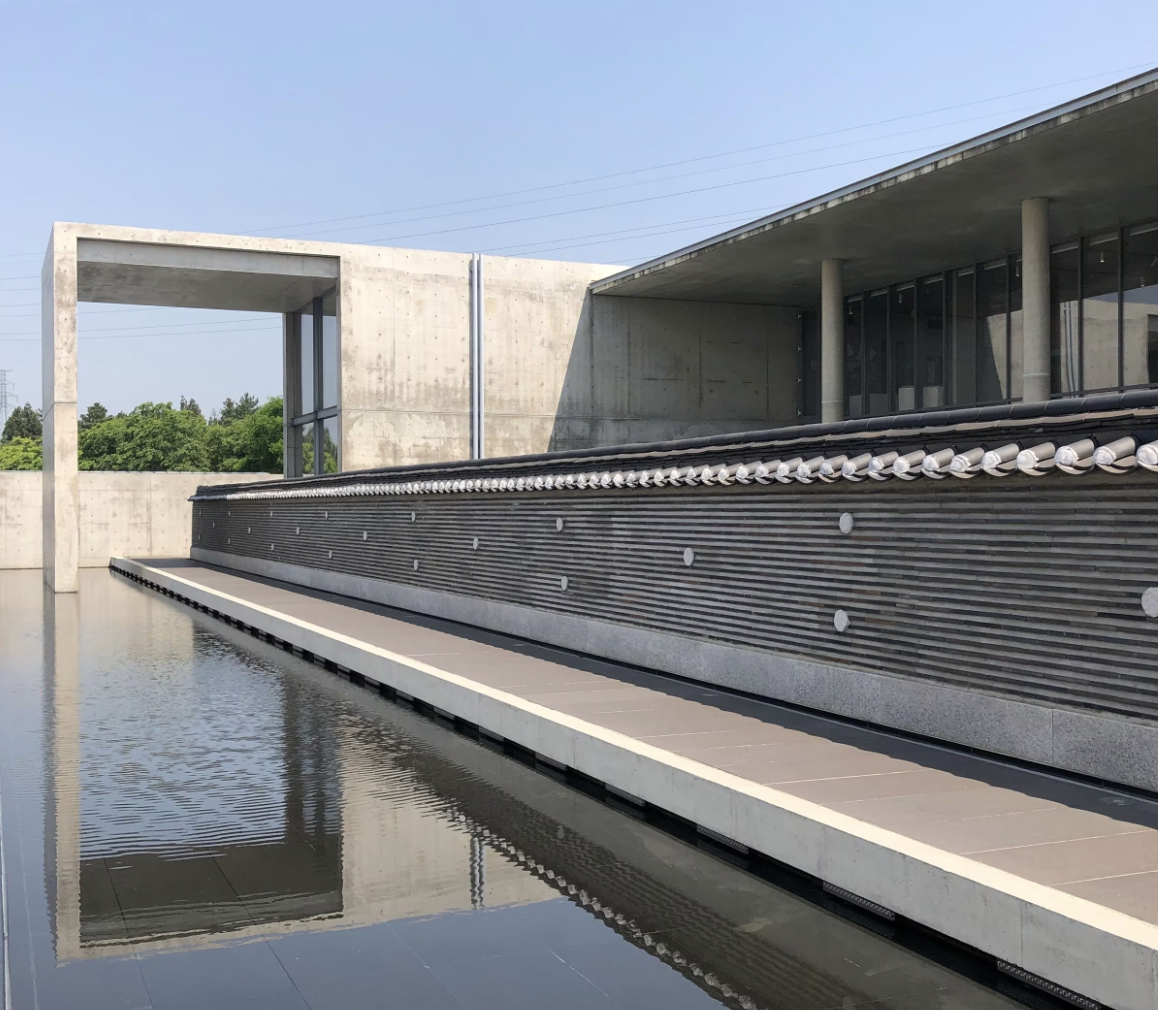
본태박물관

## 건축소개

### 건축가 안도 다다오
건축가 안도 다다오(1941~)는 건축계의 노벨상이라고 불리는 프리츠커상(1995)을 수상하였고 일본 나오시마의 베네세 하우스, 지축 미술관 단지를 비롯한 수많은 세계적 건축물을 설계한 바 있는 당대 최고의 건축가이다.
노출 콘크리트를 주로 사용하는 그의 건축은 순수 기하학적인 형태의 건물에 빛과 물을 건축요소로 끌어들여 자연과의 통합을 꾀한다.
특히, 본태박물관은 건축공간의 미학적 관점을 넘어 주변환경과의 조화를 고려하는 '건축환경'에 대한 그의 철학이 담겨있다.

### 설계방향과 공간구성
본태박물관은 경사진 대지의 성격을 거스르지 않고 공간적인 조화를 이루기 위해 서로 다른 높이에서 만나는 삼각과 긴 사각마당을 가진 두 공간으로 구성되었다. 두 L자형 볼륨은 동질감을 가지면서도 단의 차를 두고 만나 다양한 공간감과 느낌을 연출한다. 특히, 안도 다다오의 트레이드 마크인 노출 콘크리트는 재료의 단단함, 색채의 미려함, 자연과의 조화로움이 돋보이는 최고의 수준을 보여준다.

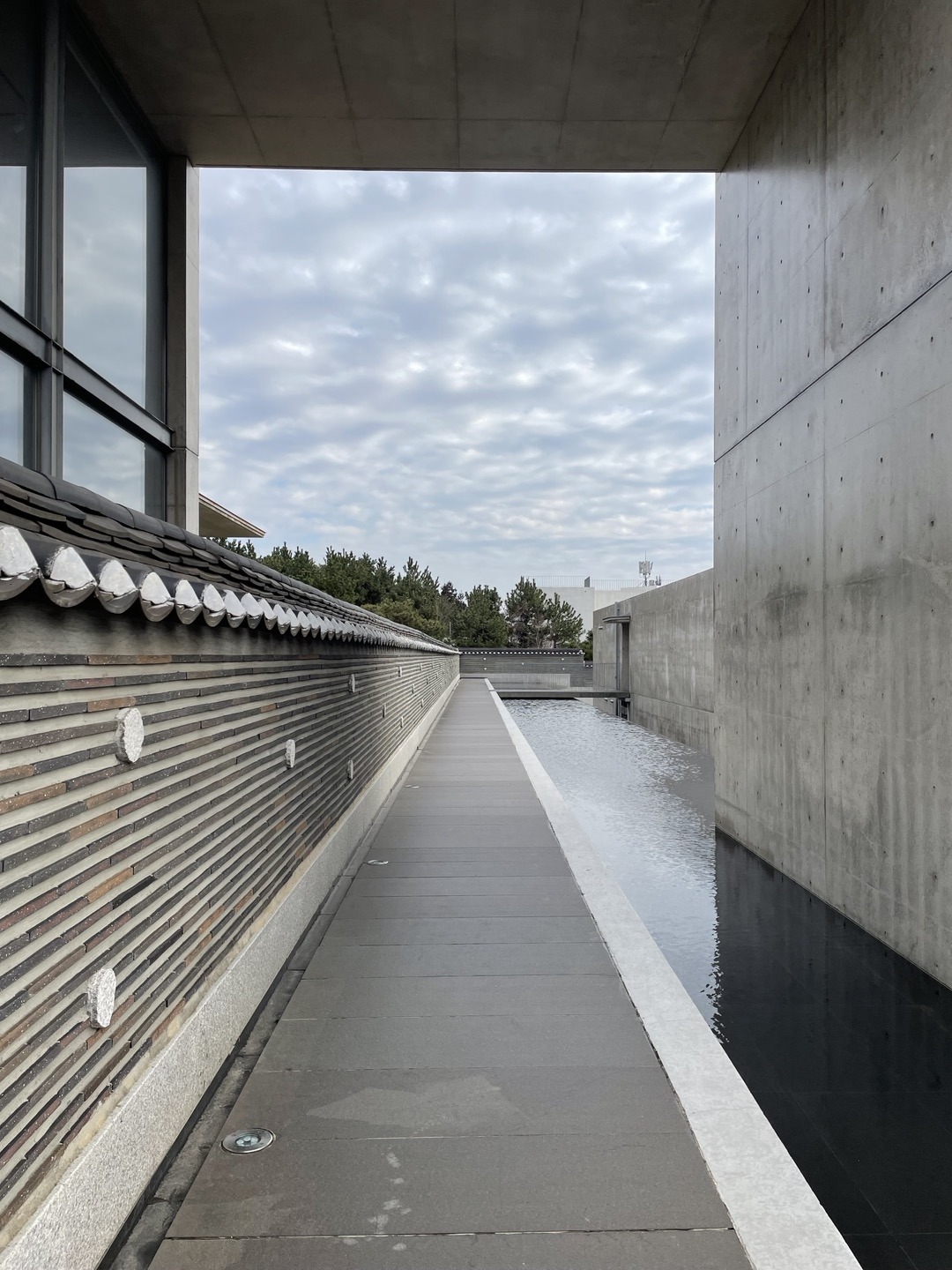
본태박물관 내부

공간은 전시내용과 프로그램에 맞게 이원적으로 구성하여, 제1관은 소박하고 인간적인 공간으로 전통 미술품과 수공예품, 제2관은 높이감이 강조된 공간으로 현대미술과 다양한 문화 행사를 수용할 수 있도록 기획되었다.

## 전시안내
제1관은 한국 전통 공예품을 전시하였다. 2층부터 1층까지 한 획으로 이루어져 복도가 없이 모든 공간이 차례대로 펼쳐지는 소박하고 인간적인 공간이다. 다양한 소반, 목가구, 보자기 등을 통해 화려함과 소박함, 단정함과 파격을 동시에 보여주는 우리 수공예품을 소개한다.
제2관은 깊은 처마 아래로 높은 홀과 주전시실이 연결되는 개방적인 공간으로 백남준을 비롯한 세계적인 작가들의 현대미술품과 안도 다다오의 명상실을 관람할 수 있다. 또한 제 2박물관에서 바라보는 산방산, 모슬봉, 단산의 풍경은 또 하나의 볼거리를 제공하고 있다.
제3관은 구사마 야요이 상설전을 볼 수 있는 공간이다. 구사마 야요이의 대표작 <무한 거울방-영혼의 반짝임, 2008>, <Pumkin>이 영구 설치되어 있다.
제4관은 우리나라 전통 상례를 접할 수 있는 <피안으로 가는 길의 동반자-상여와 꼭두의 미학>을 전시하고 있다. 상여 관련 부속품인 꼭두와 거의 완벽한 모습으로 남아있는 상여를 관람할 수 있다.
제5관은 기획전시관이며, 200평의 넓이와 높이 6미터에 달하는 웅장한 규모로 높은 벽면을 활용한 입체적인 전시 구성에 가장 적합하게 설계되었다. 건물 루프탑은 서귀포 남쪽 바다와 산방산의 광활한 경관을 감상할 수 있다.
조각공원

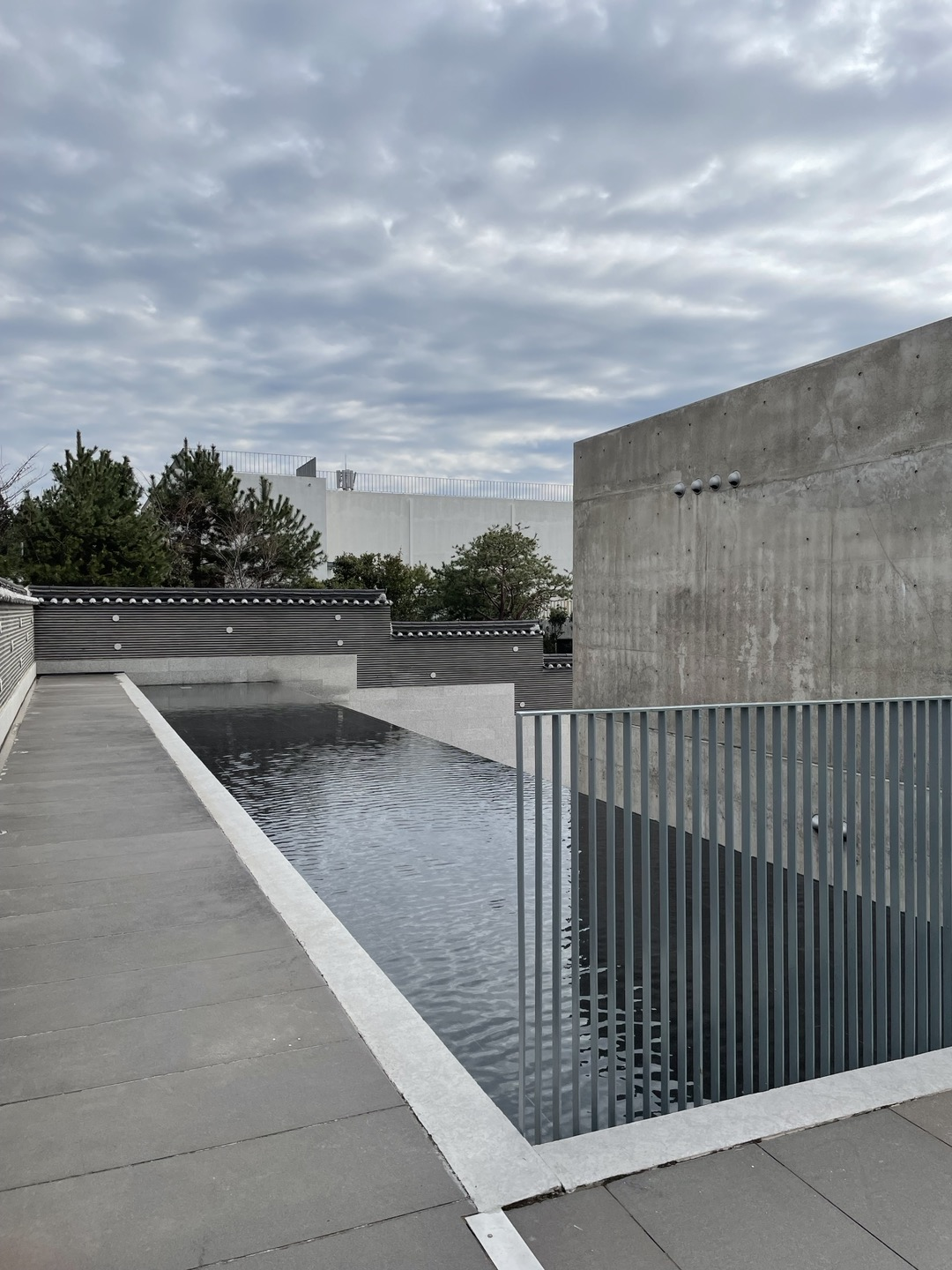

박물관을 산책하듯이 거닐며 이동하다 보면 데이비드 걸스타인의 [Euphoria], 로메로 브리토의 [FOR YOU], 하우메 플렌자의 [Children's soul], 로트르 클라인 모콰이의 [Gitane] 등의 작품을 만날 수 있다. 제주의 아름다운 자연환경과 안도 다다오의 건축이 조형작품과 어우러져 더욱 아름다운 감상을 즐길 수 있다.

## 요금
요금은 아래와 같다.
성인 30,000원
청소년(중고등학생) 20,000원
어린이(36개월~13세) 10,000원

## 정보
☎ 064-792-8108
주소   제주특별자치도 서귀포시 산록남로 762번길 69 (상천리380)
전화번호   064-792-8108
팩스번호   064-792-8109
운영시간   오전 10시 ~ 오후 6시
휴무일   연중무휴